# Huskies de Sainte-Marie
Les Huskies de Sainte-Marie sont les équipes sportives universitaires qui représentent l'Université Saint Mary's, situé à Halifax, Nouvelle-Écosse, Canada. Les Huskies sont membres du Sport interuniversitaire canadien.

## Équipes universitaires[1]
- Athlétisme (M/F)
- Basket-ball (M/F)
- Cross-country (M/F)
- Football (M/F)
- Football canadien (M/F)
- Hockey sur gazon (F)
- Hockey sur glace (M/F)
- Rugby (F)
- Volley-ball (F)

## Rivalité

### Contre l'Université Dalhousie
Il existe une rivalité entre les Huskies et les Tigers de l'Université Dalhousie, qui se situe aussi à Halifax.